# Tessancourt-sur-Aubette
Tessancourt-sur-Aubette – miejscowość i gmina we Francji, w regionie Île-de-France, w departamencie Yvelines.
Według danych na rok 1999 gminę zamieszkiwało 920 osób, a gęstość zaludnienia wynosiła 211 osób/km² (wśród 1287 gmin regionu Île-de-France Tessancourt-sur-Aubette plasuje się na 677. miejscu pod względem liczby ludności, natomiast pod względem powierzchni na miejscu 724.).